# Jour de l'Indépendance (Guinée-Bissau)
Pour les articles homonymes, voir Independence Day.
Le Jour de l'Indépendance est la fête nationale de la Guinée-Bissau commémorant la déclaration d'indépendance de la république de Guinée-Bissau vis-à-vis du Portugal le 24 septembre 1973,.
Ce jour est l’occasion de fêtes et de cérémonies célébrant l'histoire du pays, son gouvernement et ses traditions. Se déroulent notamment des défilés (appelés « parades »), des carnavals, des pique-niques, des concerts musicaux, etc.

## Histoire

### L'indépendance
En 1956, Amílcar Cabral et Rafael Paula Barbosa fondèrent clandestinement le Parti africain pour l'indépendance de la Guinée et du Cap-Vert (PAIGC). En 1959, une grève ouvrière au port de Bissau aboutie à un massacre. Cinquante ouvriers sont tués par les forces de l'ordre portugaises et plus de 100 blessés. Ce massacre constitue un « tournant de la réflexion des nationalistes révolutionnaires », les incitant à reconsidérer les luttes pacifiques menées jusqu'alors pour envisager la lutte armée. Le PAIGC déplaça ses quartiers à Conakry, en Guinée Conakry, en 1960 et entama une rébellion armée contre le Portugal l’année suivante. Il remporta rapidement des victoires et les « zones libérées » s'étendent sur 50 % du territoire dès 1966, puis 70 % à partir de 1968. Il instaura un pouvoir civil et organisa des élections législatives dans les zones passées sous son contrôle, tandis que les forces et les civils portugais étaient confinés à leurs garnisons et aux grandes villes. Les rebelles tentent de reconstruire un modèle politique où le pouvoir serait exercé par les paysans eux-mêmes et entreprennent de développer le système sanitaire et l'alphabétisation
Le PAIGC explique comme suit le déroulement de l'insurrection : « Nous déclenchons la lutte armée au centre de notre territoire et adoptons une stratégie que nous pouvons appeler centrifuge, qui part du centre et va vers la périphérie. Cela a totalement surpris les Portugais qui avaient placé leurs forces aux frontières de la république de Guinée et du Sénégal, espérant que nous essaierons d'envahir le pays. Nous nous mobilisons dans les villages et nous organisons clandestinement dans les villes et les campagnes, nous préparons nos cadres, nous armons le minimum de gens, davantage avec des armements traditionnels qu'avec des armes modernes, et nous déclenchons la révolution à partir du centre de notre pays ».
L'objectif se situe au-delà de la seule indépendance nationale. Selon Cabral : « nous ne luttons pas simplement pour mettre un drapeau dans notre pays et pour avoir un hymne mais pour que plus jamais nos peuples ne soient exploités, pas seulement par les impérialistes, pas seulement par les Européens, pas seulement par les gens de peau blanche, parce que nous ne confondons pas l’exploitation ou les facteurs d’exploitation avec la couleur de peau des hommes ; nous ne voulons plus d’exploitation chez nous, même pas par des Noirs ». Amílcar Cabral mourut assassiné à Conakry en 1973 et la direction du parti revint à Aristides Pereira, qui devint plus tard le premier président du Cap-Vert.
L’Assemblée nationale du PAIGC se réunit à Boe et déclara l’indépendance de la Guinée-Bissau le 24 septembre 1973. Les Nations unies reconnurent l’indépendance en novembre de la même année par le vote 93-7 de l’Assemblée générale. Fait sans précédent, le vote dénonça une agression et occupation illicite par le Portugal et intervint avant le retrait et la reconnaissance de l’indépendance par ce dernier. Le Portugal accorda officiellement l’indépendance à la Guinée-Bissau le 10 septembre 1974, après la révolution des œillets et la chute de la dictature de Marcelo Caetano, en avril de la même année.

## Galeries

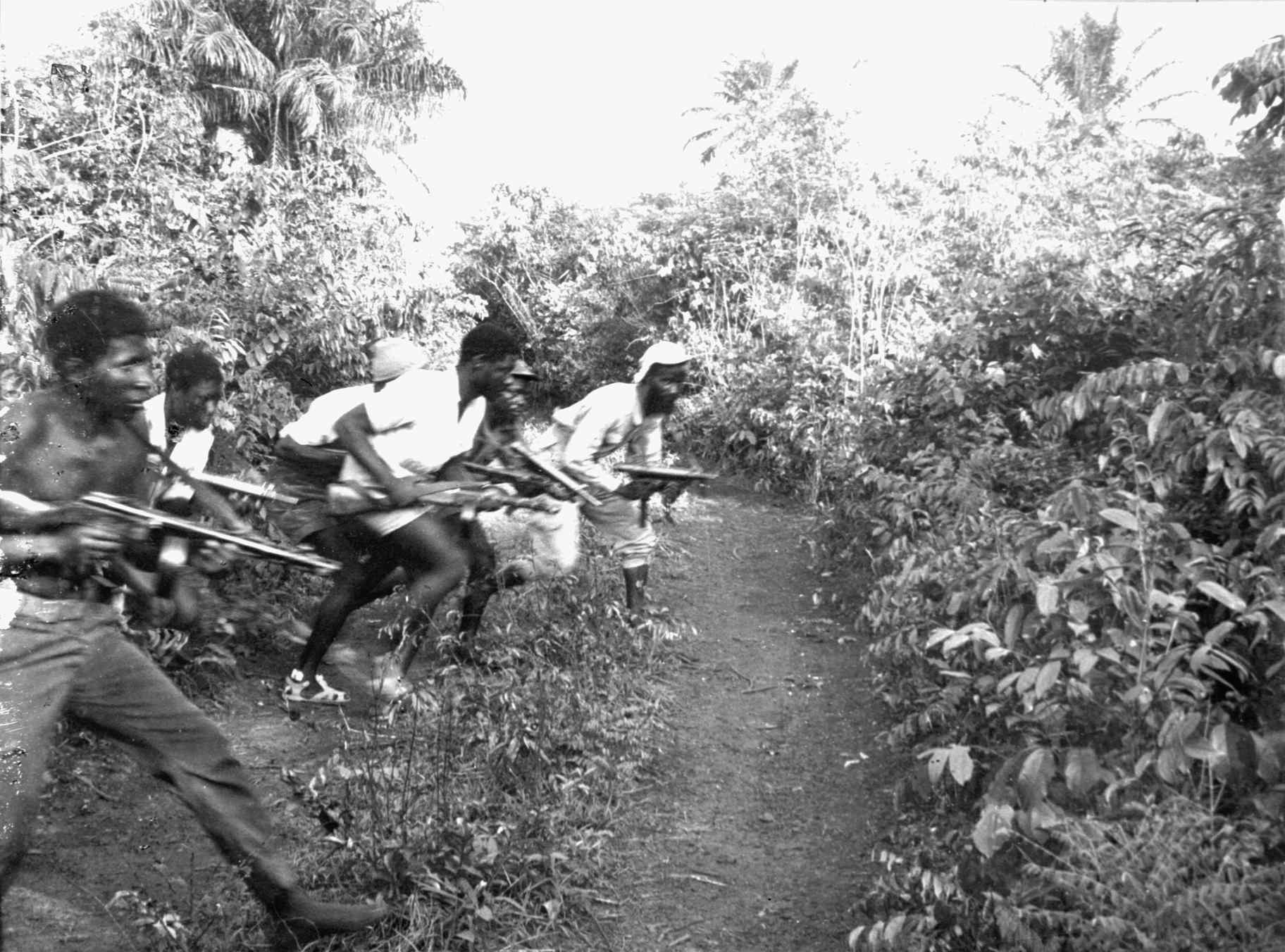
Guérillas du PAIGC sur l'île de Côme
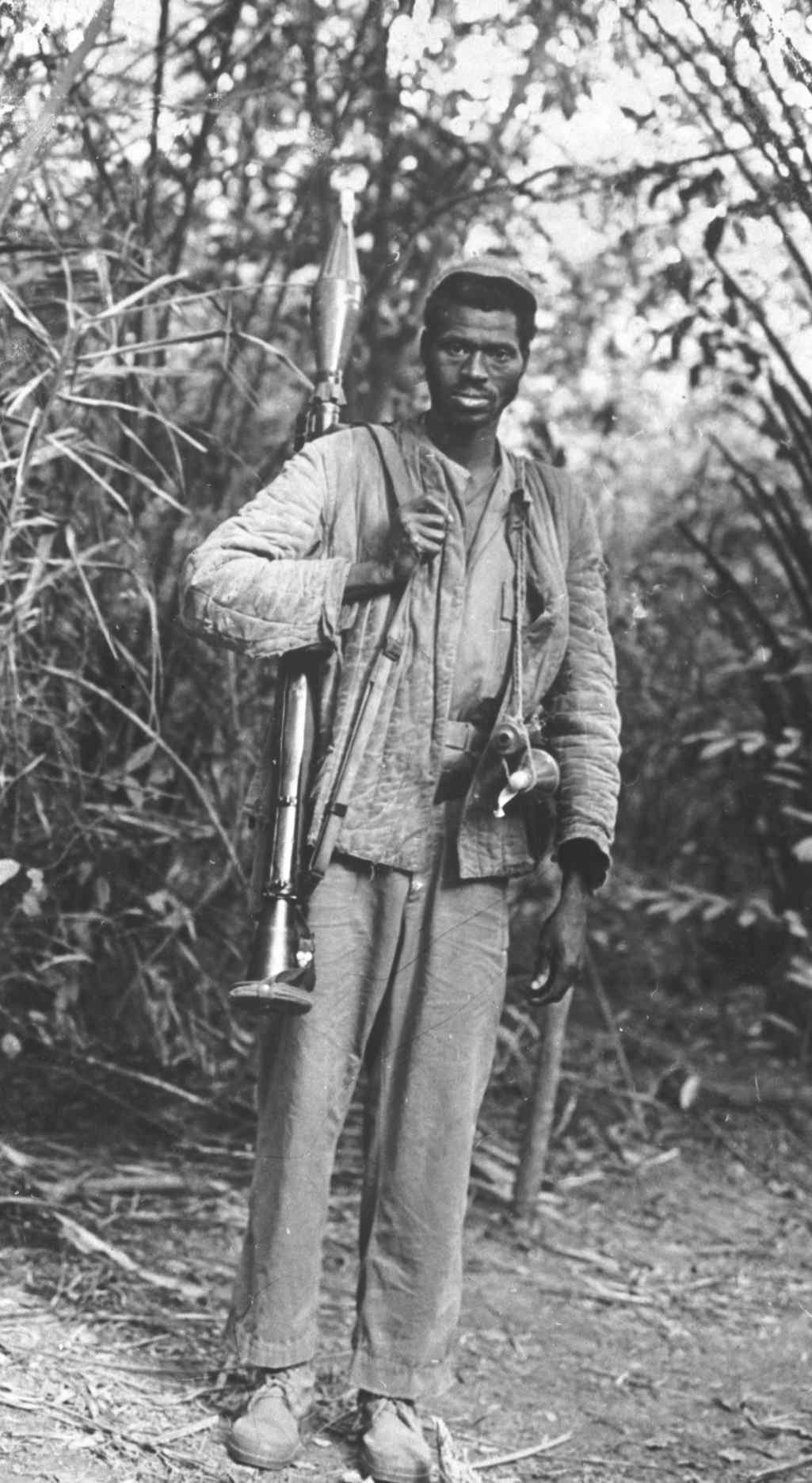
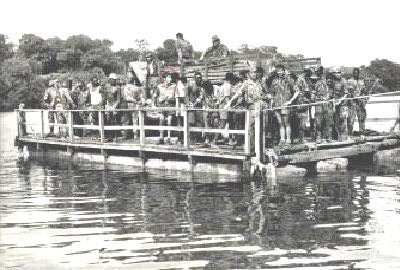
Radeau lors de la catastrophe de Chéché